# مايك ماكغراث
مايك ماكغراث (بالإنجليزية: Mike McGrath)‏ هو قاضي ومحامي أمريكي، ولد في 22 أغسطس 1947 في بوتي في الولايات المتحدة.

## وصلات خارجية
- الموقع الرسمي